# This Machine Kills Secrets
This Machine Kills Secrets est un livre publié en septembre 2012 par Andy Greenberg. Le livre est sous-titré "comment les WikiLeakers, les cypherpunks et les hacktivistes cherchent à libéraliser l'information dans le monde". D'après Greenberg, WikiLeaks est un "mouvement de protestation révolutionnaire déterminé non pas à voler des informations, mais à construire un outil qui les rend inexorablement libres, une technologie qui se glisse à l'intérieur des institutions et dépasse leurs défenses comme un cheval de Troie de logiciels cryptographiques et de silicium. ". L'interview de Julian Assange qui a servi de point de départ au livre a été publiée par le magazine Forbes et a été vue près d'un million de fois.
Le livre se penche plus précisément sur l'histoire des "fuites d'informations à des fins politiques" et sur "la vie et le travail de nombreux cryptographes, pirates informatiques et lanceurs d'alerte", dont le site WikiLeaks et les personnes impliquées dans le projet. L'auteur parle de WikiLeaks de la même manière que Nicolas Bourbaki, dans la mesure où il pourrait être infiltré par des informateurs, harcelé ou espionné.